# Gastropteridae
Famille
Les Gastropteridae sont une famille de gastéropodes de l'ordre des Cephalaspidea (limaces de mer).

## Liste des genres
Selon World Register of Marine Species (12 octobre 2021) :

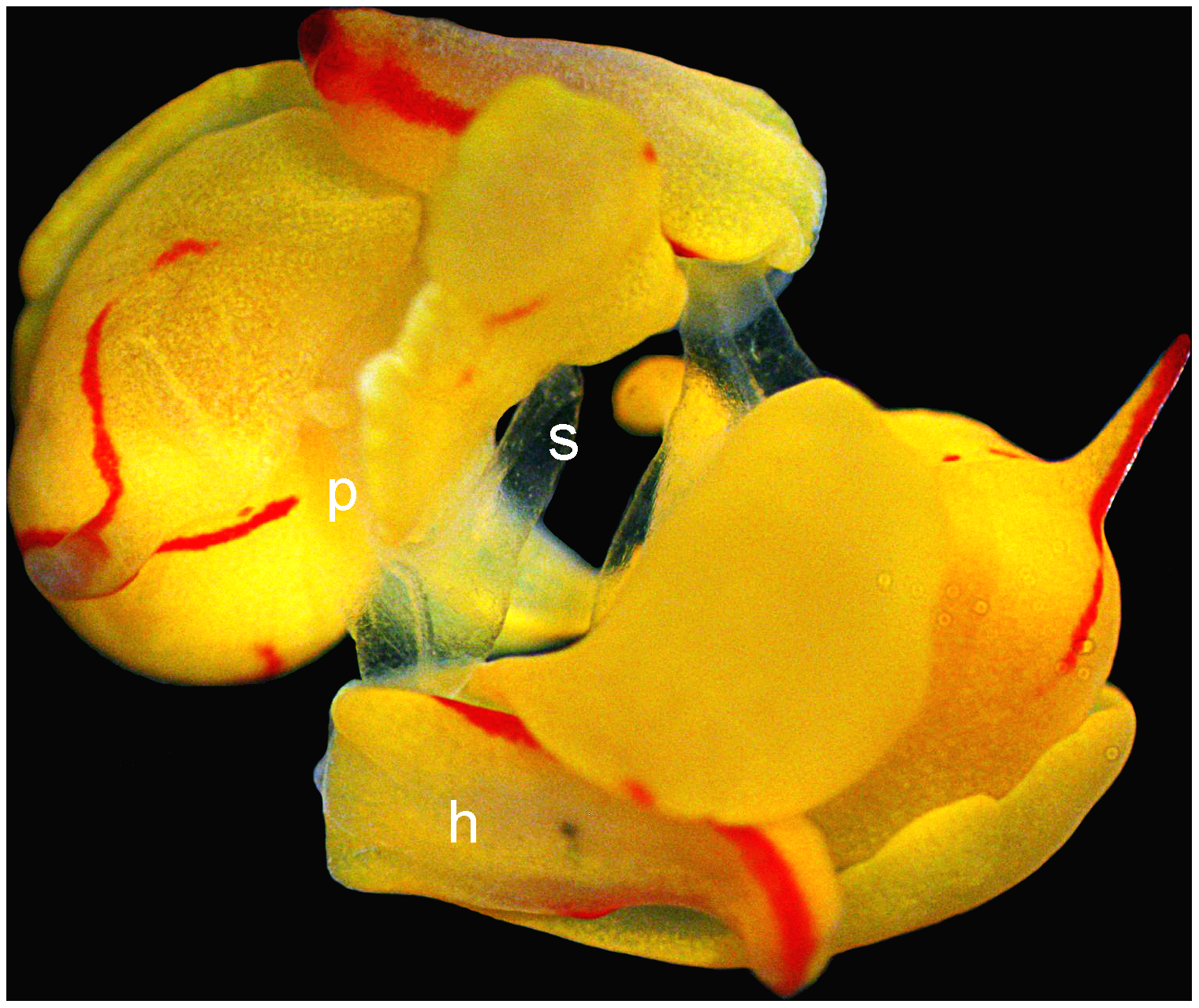
Couple de Siphopteron quadrispinosum

- genre Africanopteron Ortea & Moro, 2020 -- 1 espèce
- genre Enotepteron Minichev, 1967 -- 5 espèces
- genre Gastropteron Kosse, 1813 -- 13 espèces
- genre Sagaminopteron Tokioka & Baba, 1964 -- 6 espèces
- genre Siphopteron Gosliner, 1989 -- 17 espèces

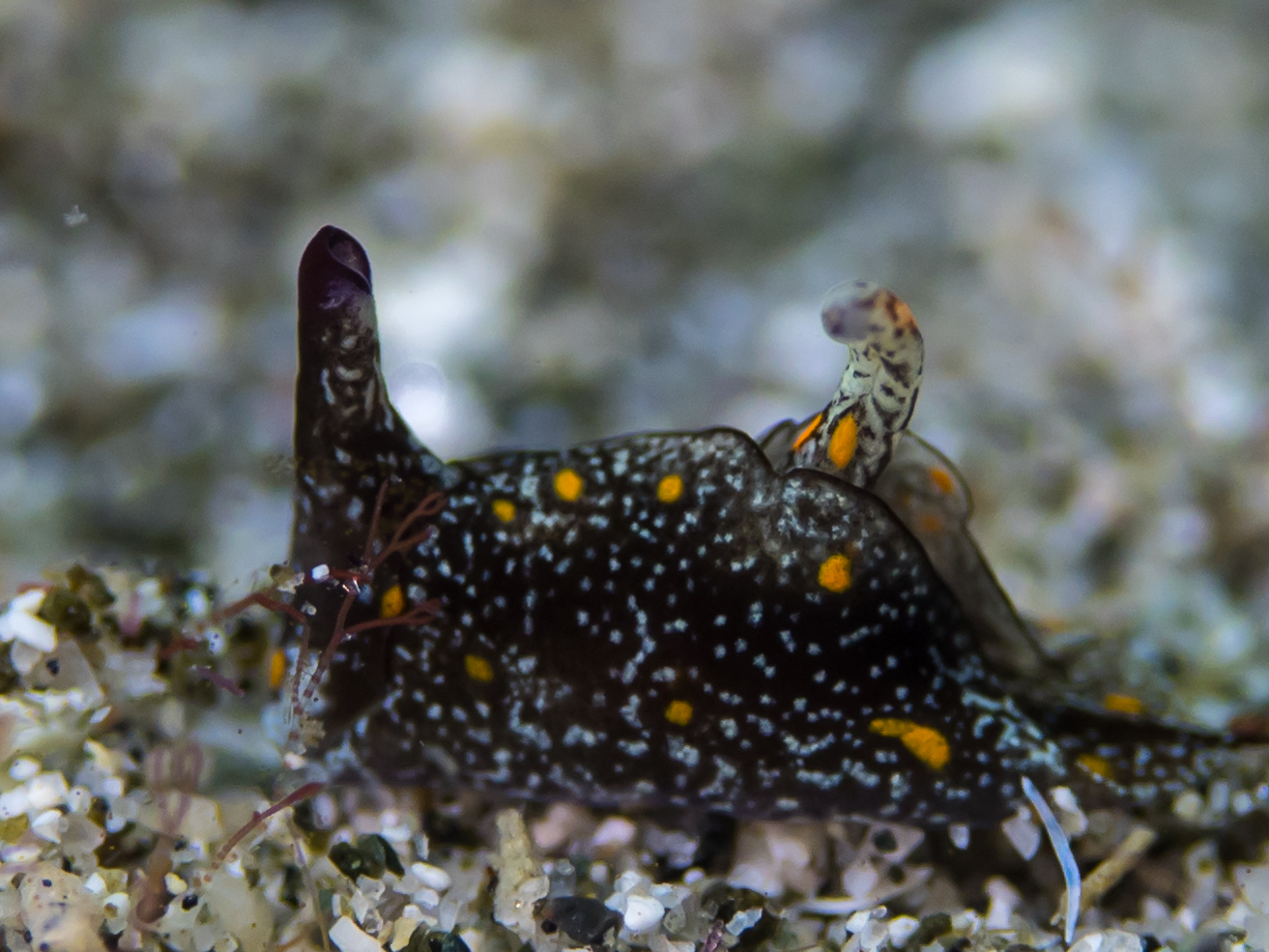
Gastropteron bicornutum
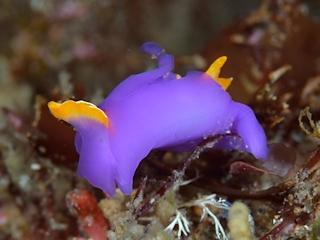
Sagaminopteron ornatum
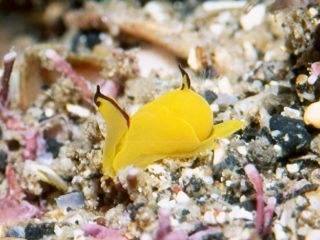
Siphopteron flavum